# Mariental (Eisenach)

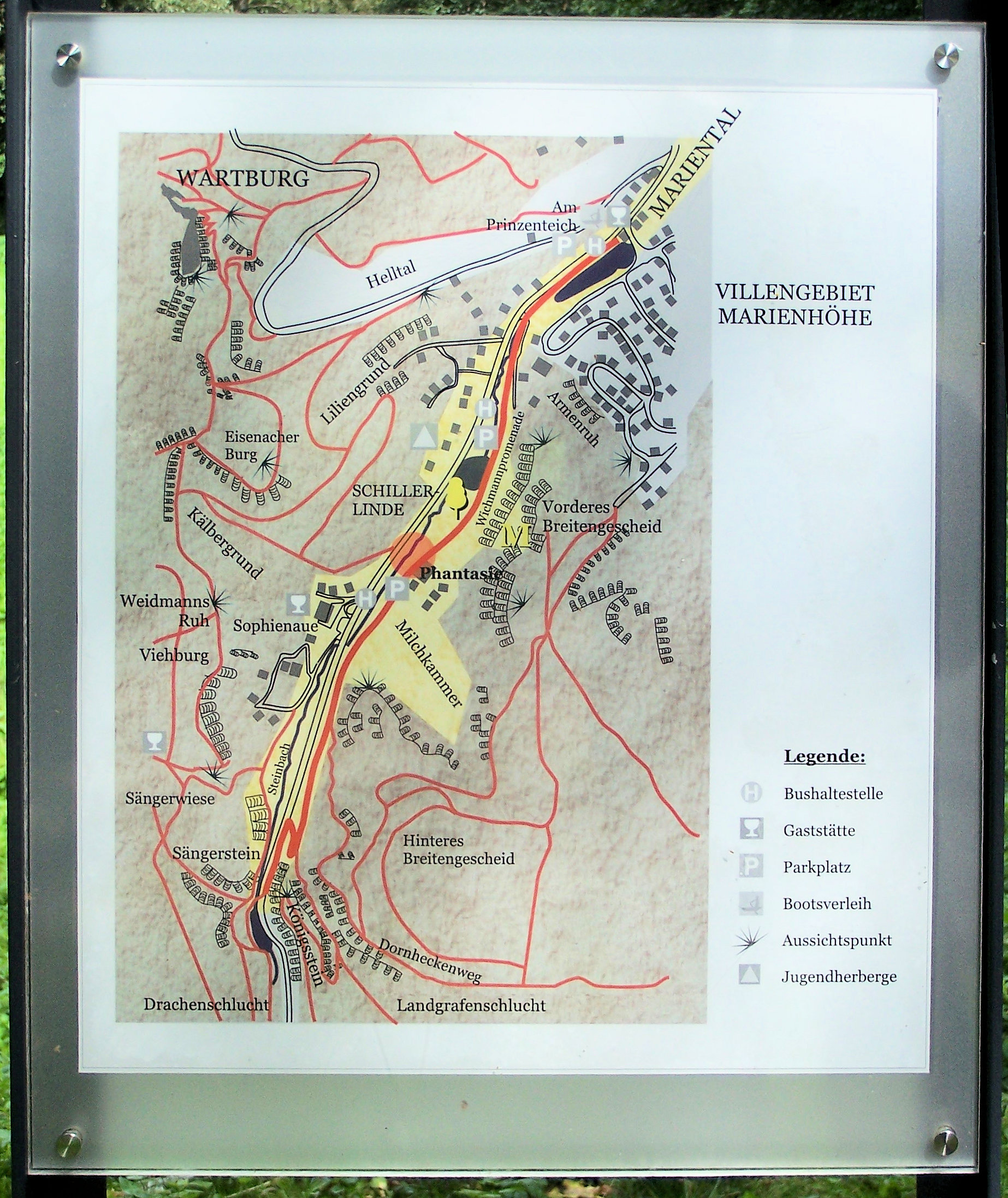
Karte des Marientals auf einer Infotafel in Eisenach

Mariental ist der Name einer Straße und eines Tals in Eisenach im Wartburgkreis in Thüringen. Die Straße ist Teil der Bundesstraße 19 und benannt nach dem Tal, in dem sie in Nord-Süd-Richtung verläuft. Als südliche Fortsetzung der Wartburgallee ist sie die wichtigste Ein- und Ausfallstraße Eisenachs in Richtung Südthüringen. 

## Verlauf
Die Straße Mariental beginnt im Südviertel Eisenachs am Beginn der Auffahrt zur Wartburg und führt nach Süden zum Ortsausgang Eisenachs nahe der Drachenschlucht in Richtung Hohe Sonne. Parallel zur Straße verläuft im Mariental der Marienbach, der die Bundesstraße am Ortseingang unterquert.

## Bauwerke
Markantestes Bauwerk im Mariental ist der künstlich angelegte Prinzenteich, der nördliche Teil der Straße ist zudem mit Villen des denkmalgeschützten Eisenacher Südviertels bebaut, die sich in einigem Abstand zum Straßenverlauf an den Hängen des Tales befinden. Mit den früheren Ausflugslokalen Phantasie und Sophienaue diente und dient die heute von Parkplätzen für den Pendelverkehr zur Wartburg gesäumte Straße der touristischen Infrastruktur der Stadt. 
Von 1897 bis 1953 verlief die erste Linie der Straßenbahn Eisenach bis ins Mariental. 

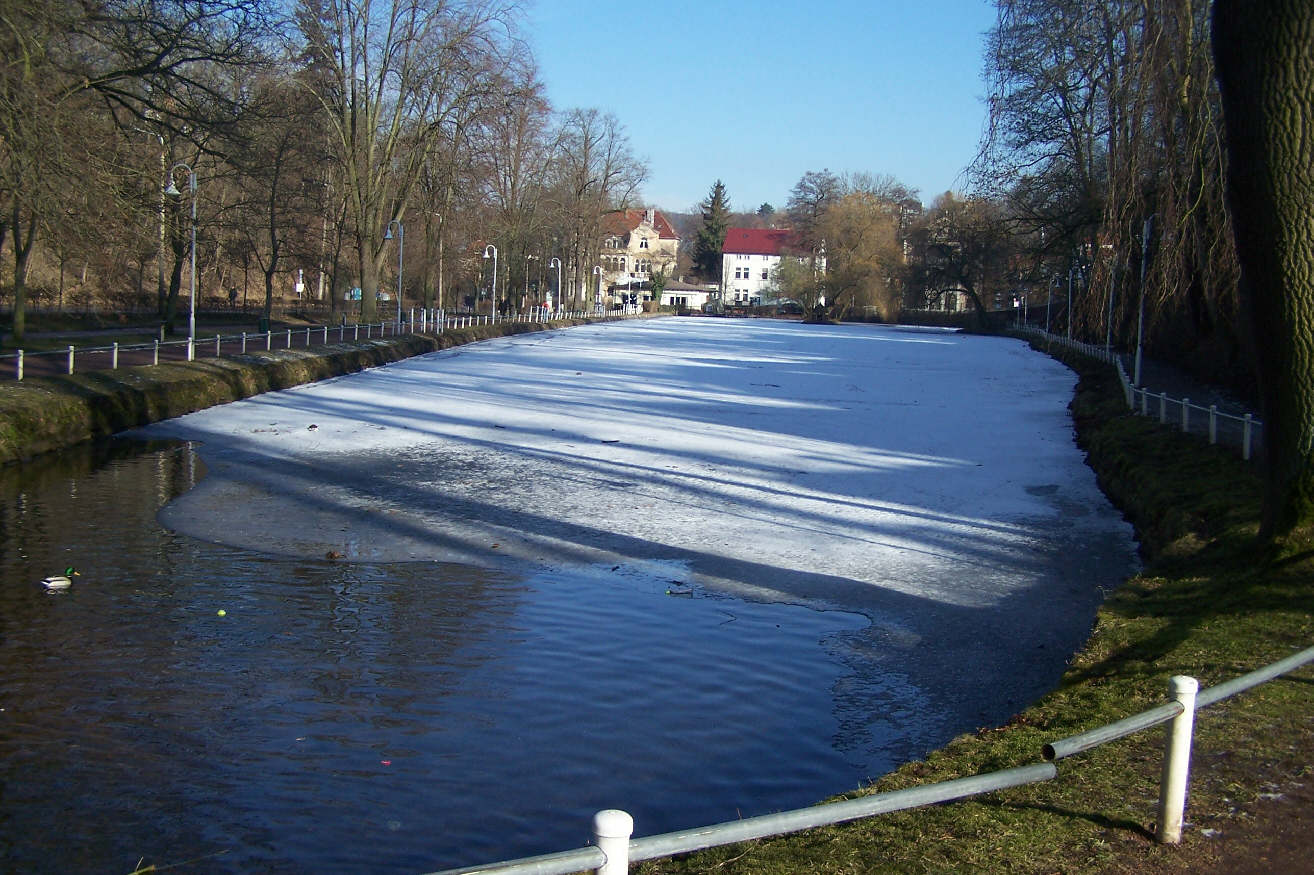
Der Prinzenteich
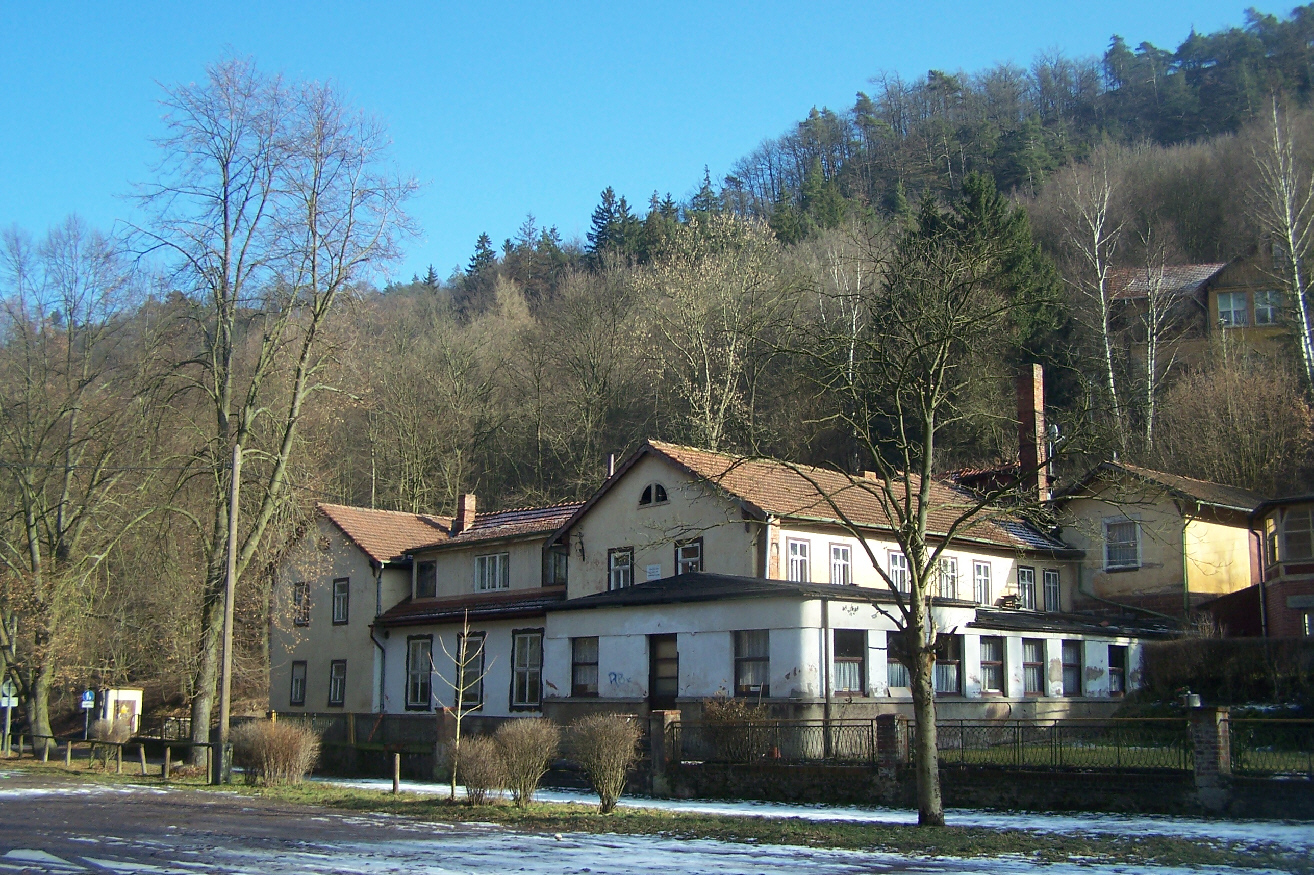
Das 2018 abgebrochene Baudenkmal Phantasie
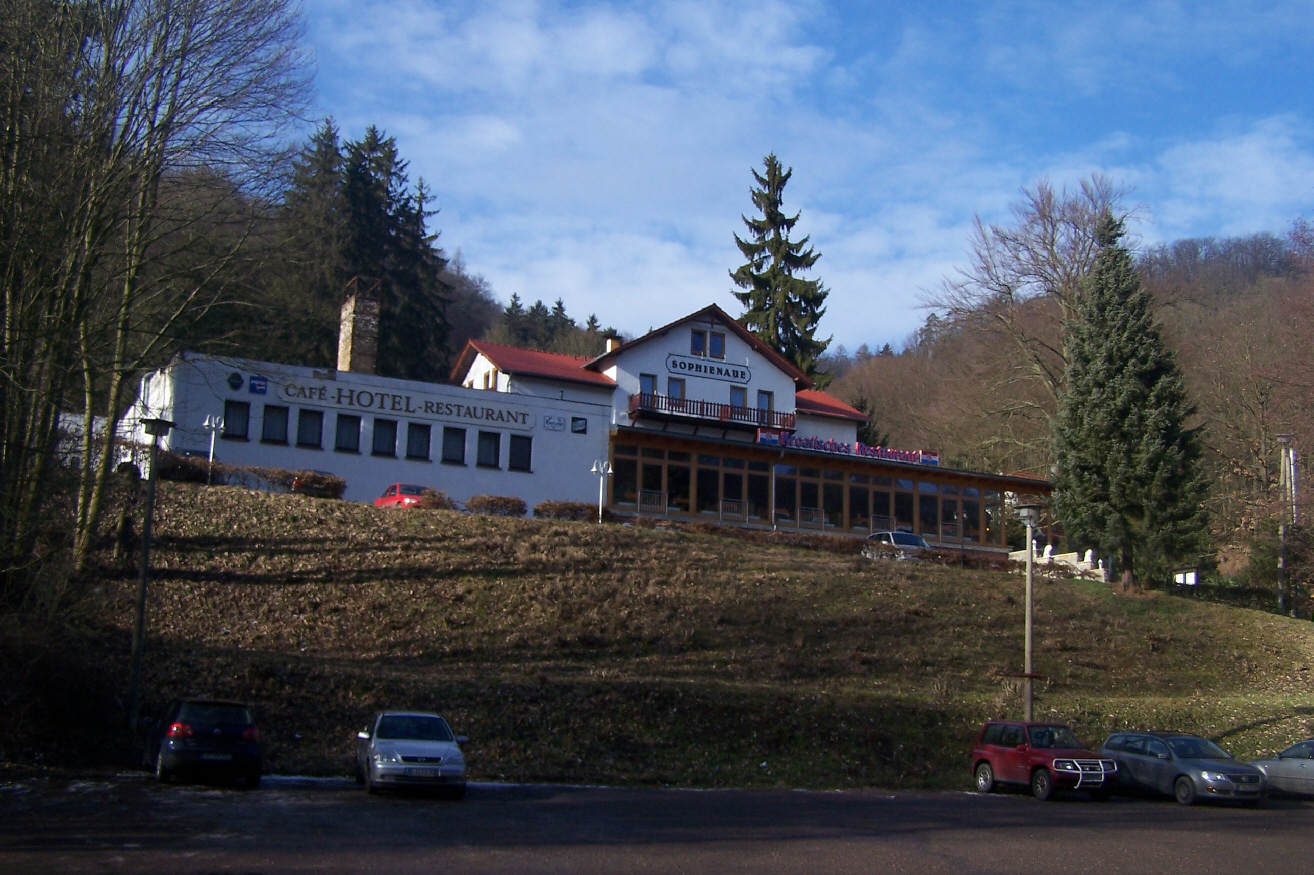
Die frühere Sophienaue
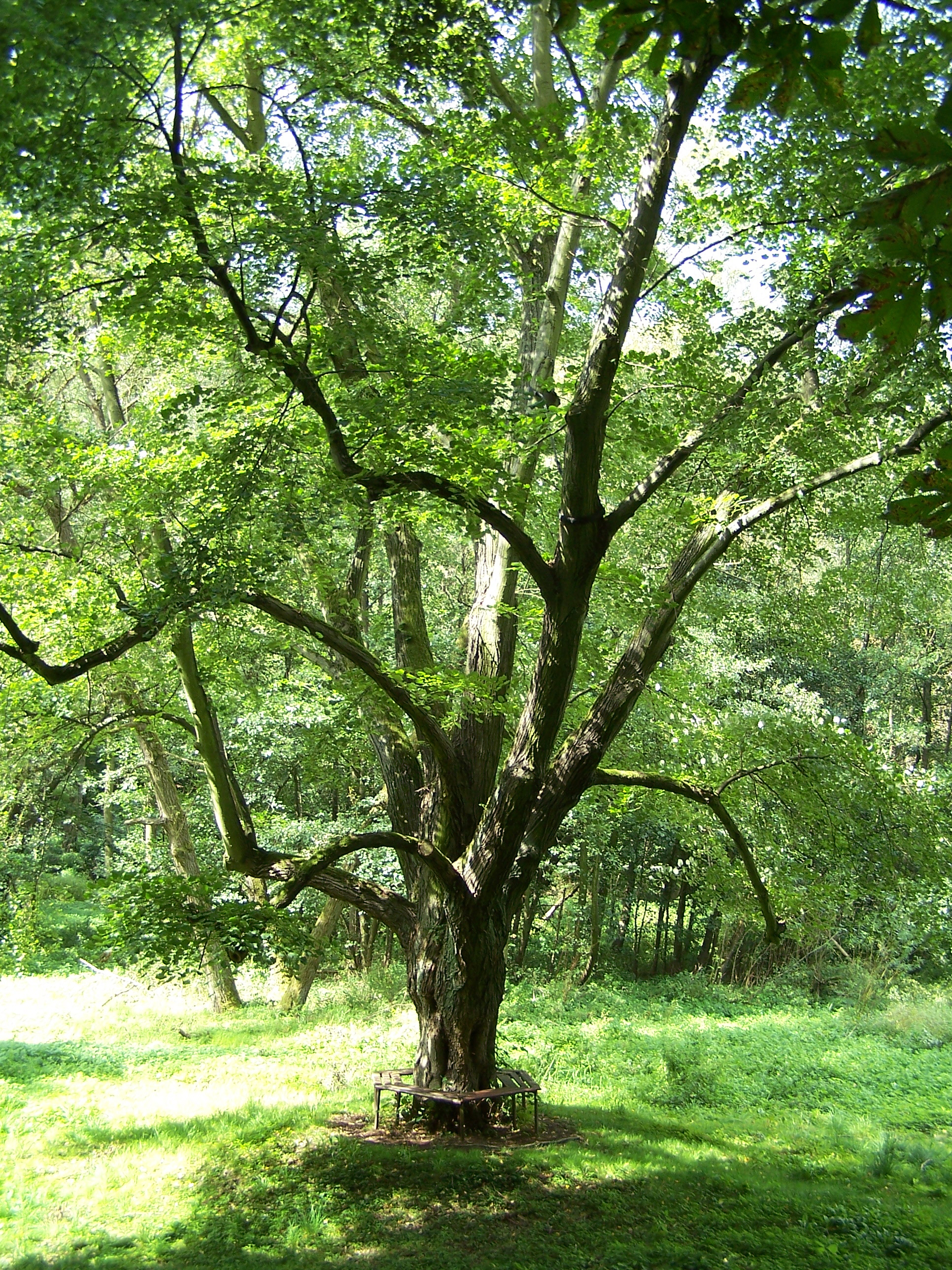
Die Schillerlinde, gepflanzt 1905 zum Schillerjubiläum
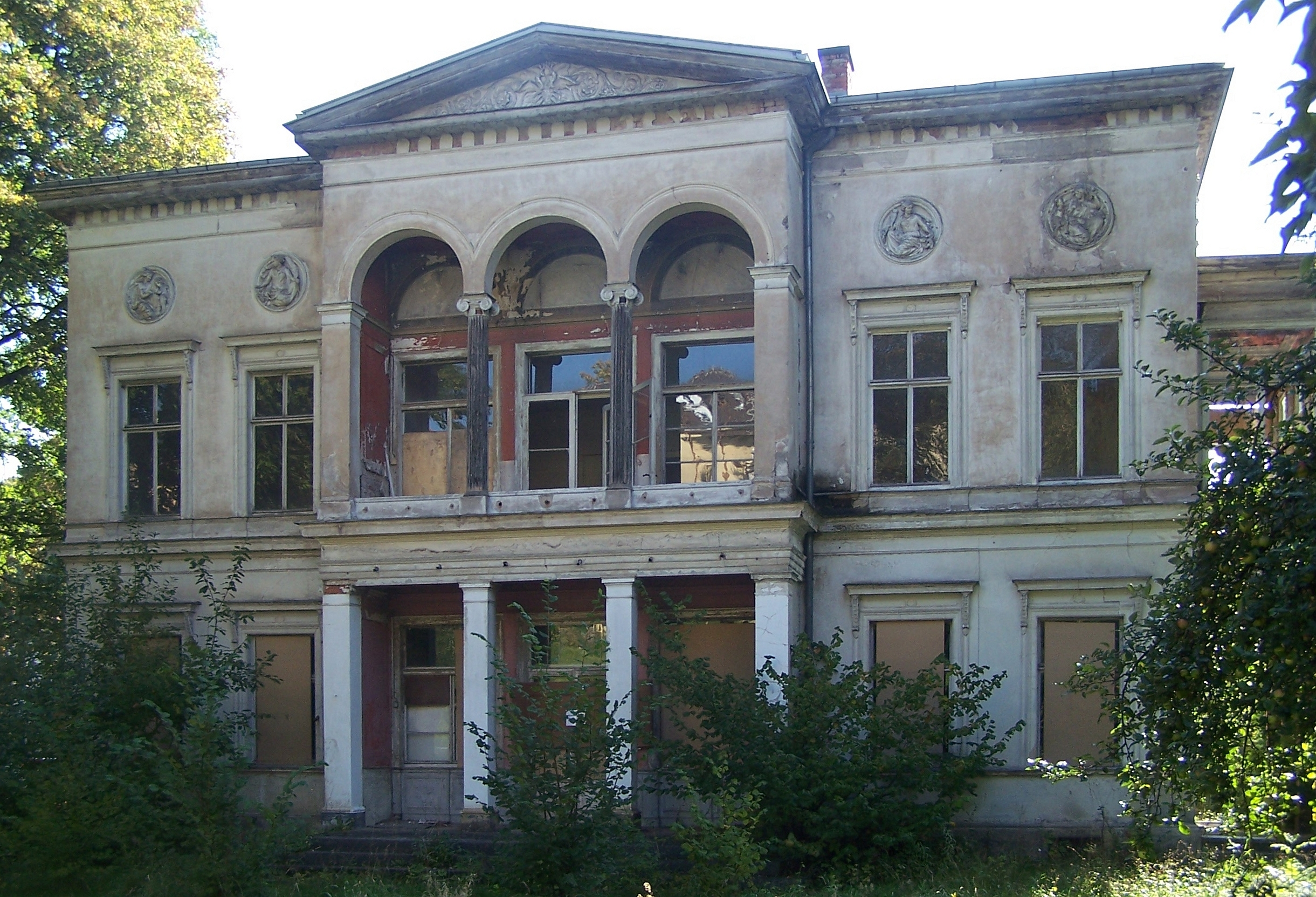
Die ehemalige Villa Loiset, abgebrochen 2014

## Das goldene M

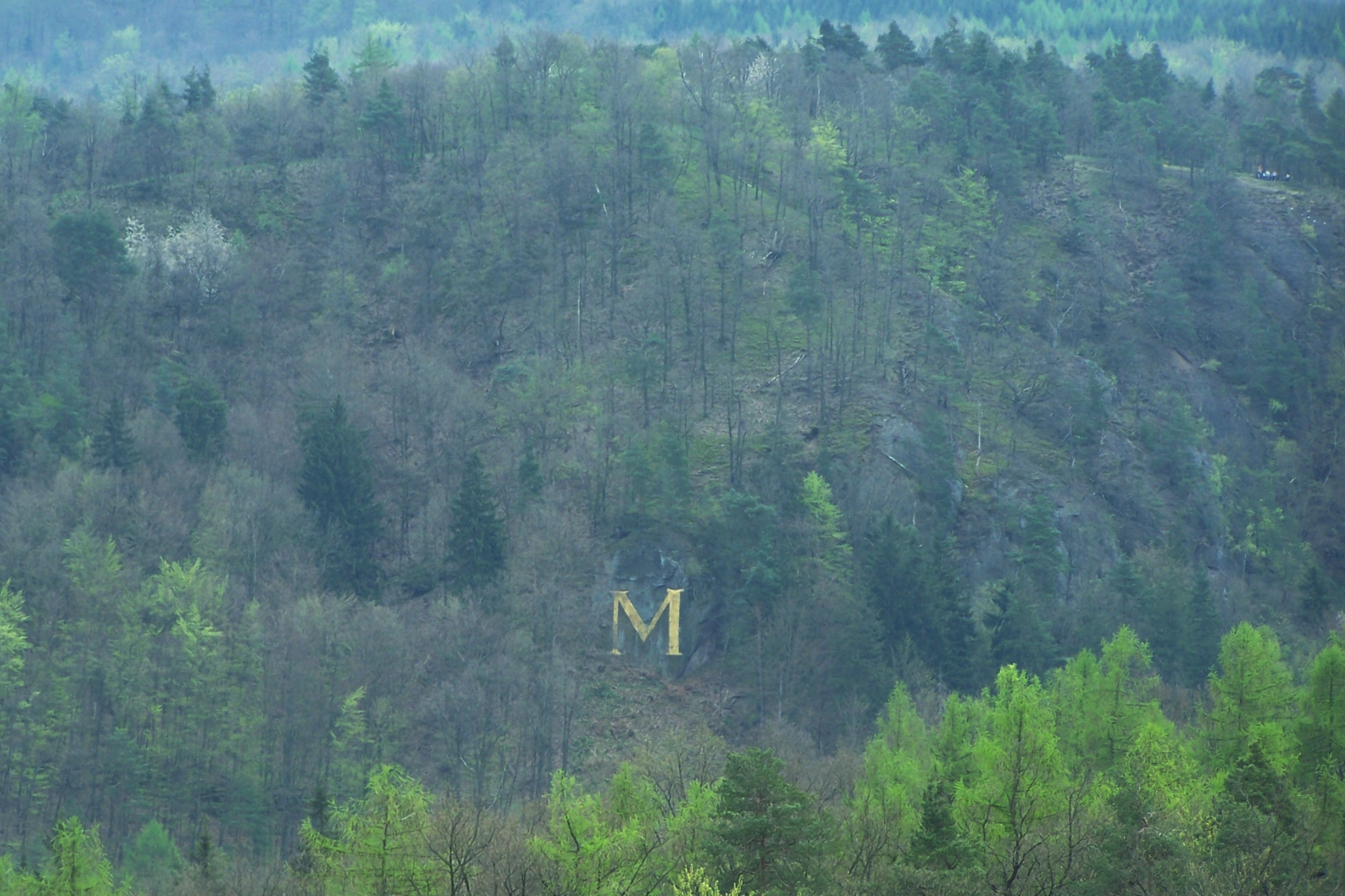
Das goldene M

Von verschiedenen Punkten der Eisenacher Südstadt und der Wartburg erkennt man im mittleren Mariental in Mittelhanglage ein monumentales vergoldetes M. Der Buchstabe steht für Maria – Vorname der sachsen-weimarischen Herzogin Maria Pawlowna, nach der das Mariental benannt wurde. Im Jahre 1805 wurde das 6,50 Meter hohe M am östlichen Hang des Marientals unterhalb des vorderen Breitengescheids in den Fels eingehauen und anlässlich Maria Pawlownas Antrittsbesuchs feierlich enthüllt. Es war noch bis in die 1940er Jahre gut zu sehen, wuchs dann in Zeiten der DDR zu und geriet weitgehend in Vergessenheit. 2004 wurde es vom Forst wieder freigeschlagen, ausgebessert und neu vergoldet.